# Bkerke

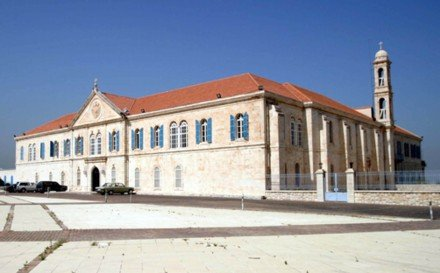
Das Kloster Bkerke

Bkerke (arabisch بكركي) ist ein Kloster in der libanesischen Stadt Jounieh, rund zehn Kilometer nördlich der Hauptstadt Beirut. Bkerke ist der Sitz des Maronitischen Patriarchats von Antiochien und des ganzen Orients und Winterresidenz des Patriarchen, also der Mittelpunkt der Maronitischen Kirche, der größten christlichen Gruppierung im Libanon.
Das Kloster wurde 1703 errichtet und 1730 vom Antoniterorden übernommen. Ab 1750 gehörte es der Gesellschaft vom Heiligen Herzen Jesu. 1779 wurde es der maronitischen Kirche übergeben, die es 1786 zur Residenz erklärte. 1890 wurde der Gebäudekomplex durch den Architekten und Lazaristenbruder Leonhard umgebaut und erweitert. Kleinere Umbauten folgten 1970 und 1982. 1995 wurden zusätzliche Gebäude für das Patriarchatsarchiv und eine Ausstellung errichtet, außerdem ein Friedhof als Grablege der maronitischen Patriarchen.
In der Nähe des Klosters (rund zwei Kilometer nördlich) liegt die bekannte Wallfahrtskirche Harissa (Notre Dame du Liban).